# Rušinov
Rušinov település Csehországban, a Havlíčkův Brod-i járásban. Rušinov Seč, Horní Bradlo, Čečkovice, Libice nad Doubravou, Klokočov, Maleč és Jeřišno településekkel határos. Lakosainak száma 163 fő (2024. január 1.).

## Népesség
A település lakosságának változását az alábbi diagram mutatja:
| Lakosok száma | 618  | 562  | 441  | 327  | 244  | 169  | 176  | 183  | 163  | 163  |
|               | 1869 | 1890 | 1921 | 1950 | 1980 | 2001 | 2017 | 2019 | 2022 | 2024 |